# Autoestrada A15 (Itália)
A Autoestrada A15 (também conhecida como Autocamionale della Cisa) é uma autoestrada da Itália, que conecta Parma a La Spezia, e possui 108.5 km de extensão. É gerida pelas sociedades Autocamionale della Cisa S.p.A e Società Autostrada Ligure Toscana.
A primeira fase de construção desta autoestrada data dos anos 1950, e foi desenhada para ser uma rota alternativa entre o Vale do Pó e a costa do Mar Tirreno. A inauguração aconteceu em 24 de maio de 1975. Em sua construção, foram necessários diversos viadutos e túneis devido à altitude de 745 metros acima do nível do mar. 

## Rota
| A15 PARMA - LA SPEZIA Autocamionale della Cisa |                               |      |      |           |                  |
| Tipo                                           | Sinalização                   | ↓km↓ | ↑km↑ | Província | Estrada Europeia |
|                                                | Milano - Roma                 | 0    | 110  | PR        |                  |
|                                                | Parma ovest                   | 5    | 105  | PR        |                  |
|                                                | Area servizio "Medesano"      | 15   | 95   | PR        |                  |
|                                                | Fornovo di Taro               | 23   | 87   | PR        |                  |
|                                                | Borgotaro                     | 42   | 58   | PR        |                  |
|                                                | Berceto                       | 51   | 49   | PR        |                  |
|                                                | Area servizio "Tugo"          | 54   | 46   | PR        |                  |
|                                                | Area servizio "Montaio"       | 65   | 45   | MS        |                  |
|                                                | Pontremoli                    | 75   | 35   | MS        |                  |
|                                                | Area servizio "San Benedetto" | 80   | 30   | MS        |                  |
|                                                | Aulla                         | 91   | 19   | MS        |                  |
|                                                | Genova - Rosignano M.         | 101  | 9    | MS        |                  |
|                                                | Barriera La Spezia            | 102  | 8    | SP        |                  |
|                                                | La Spezia - S. Stefano Magra  | 102  | 8    | SP        |                  |
|                                                | Vezzano Ligure                | 103  | 7    | SP        |                  |
|                                                | Area servizio "Melara"        | 105  | 5    | SP        |                  |
|                                                | Stagnoni                      | 108  | 3    | SP        |                  |
|                                                | Lerici - Porto                | 110  | 0    | SP        |                  |

Abreviações provinciais: PR = Parma; MS = Massa-Carrara; SP = La Spezia